# Papež Inocenc V.
Papež Inocenc V., rojen kot francosko Pierre de Tarentaise, (italijansko Pietro di Tarentasia; latinsko Petrus de Tarantasia, slovensko: Peter Tarantazijski); imenovali so ga Doctor famosissimus (Znameniti doktor) je bil rimski škof (papež) Rimskokatoliške cerkve, * okrog 1224 Champagny-en-Vanoise ali La Salle (Savojska kneževina, Arleško kraljestvo, Sveto rimsko cesarstvo);  † 22. junij 1276 Rim (Papeška država, Sveto rimsko cesarstvo).

## Življenjepis
Štirinajsti dan po smrti Gregorja X.  – in že prvi dan konklava, 21. januarja 1276, so kardinali enoglasno za papeža izvolili Petra iz Tarantasije, prvega dominikanca na Petrovem sedežu. Pred tem je poučeval na pariški univerzi  Sorboni in si prislužil časten naslov Doctor famosissimus (Znameniti doktor). Nekaj časa je bil provincial  dominikancev v Franciji. 1272 postal nadškof v Lyonu, 1273 kardinal-škof v Ostiji. Slovel je po svojih številnih teoloških spisih, po svoji učenosti in brezgrajnem osebnem življenju. Imel je velike načrte, ki jih je hotel uresničiti takoj po izvolitvi. 
Igral je pomembno vlogo na Drugem lyonskem koncilu  1274, kjer je imel dva znamenita govora zbranim koncilskim očetom; imel je tudi poslovilni govor ob pogrebu svetega Bonaventura, ki je umrl med koncilom. Ko so ga izvolili za naslednika Gregorju X. – kateremu je bil osebni svetovalec – si je privzel ime Inocenc V. in je bil prvi dominikanski papež. Bil je poosebljena miroljubnost – tudi z namenom združiti krščanske vladarje za križarsko vojno. Uspelo mu je pomiriti gvelfe in gibeline ter obnovil mir med Piso in Lucco v Italiji ter posredoval med nemškim kraljem Rudolfom Habsburškim in sicilskim kraljem Karlom Anžujskim, s tem da je kazal večjo naklonjenost do tega drugega.

Takoj se je dal tudi na obnovitiev dobrih stikov z vzhodno Cerkvijo, česar pa v svojem kratkem pontifikátu ni mogel uresničiti, ker ga je v petem mesecu pontifikata prehitela smrt.

## Smrt in češčenje
Inocenc je umrl v Rimu 22. junija 1276. Šele pod pontifikatom svojega drugega naslednika Janeza XXI. so ga pokopali v Lateransko baziliko; pri pogrebu je bil osebno navzoč kralj Karel I. Anžujski, ki je sam zahteval, naj bo njegovo truplo pokopano v cerkvi. Pri obnavljanju bazilike v XVII. stoletju so njegov grob razdrli in izgubili. 

Njegovo češčenje je potrdil 3. marca 1898 Leon XIII. s tem, da je njegov god na njegov smrtni dan, 22. junija.